# Келеметов, Шухаин Исмаилович
Шухаин Исмаилович Келеметов (1898, Нальчик, Нальчикский округ, Терская область, Российская империя — неизвестно) — звеньевой Меркенского свеклосовхоза Министерства пищевой промышленности СССР, Меркенский район Джамбулской области, Казахская ССР. Герой Социалистического Труда (08.05.1948).

## Биография
Родился 1 июля 1898 года в слободе Нальчик Нальчикского округа Терской области, ныне город – столица Кабардино-Балкарской Республики, в семье крестьянина. По национальности балкарец.
Получив начальное образование, трудился в сельском хозяйстве. В 1930 году, опасаясь репрессий, с семьей выехал в Дагестан. В Буйнакске семья проживала до 1935 г., работал уполномоченным по Буйнакскому району..
8 марта 1935 года Шухаин Келеметов был раскулачен как зажиточный крестьянин и выслан на поселение в Южно-Казахстанскую (с 1939 года – Джамбульскую) область Казахской АССР (с 1936 – Казахская ССР). Был трудоустроен в местный Меркенский совхоз, где работал в полеводческой бригаде.
В 1944 году в совхоз прибыла партия депортированных балкарцев, и Ш. И. Келеметов возглавил отделение по выращиванию сахарной свёклы – самое крупное в Меркенском совхозе, обрабатывавшее сотни гектаров полей.
По итогам работы в 1947 году его звено получило урожай сахарной свёклы 836 центнеров с гектара на участке площадью 2 гектара.
Указом Президиума Верховного Совета СССР от 8 мая 1948 года за получение высоких урожаев сахарной свёклы в 1947 году Келеметову Шухаину Исмаиловичу присвоено  звание  Героя Социалистического Труда   с вручением  ордена  Ленина  и  золотой  медалью  «Серп  и Молот».
Этим же указом званием Героя Социалистического Труда были награждены директор совхоза Павел Самойлович Холодов, старший агроном совхоза Марк Кириллович Шандренко, управляющие совхозными отделениями Аманжол Тургумбаевич Тургумбаев, Пётр Григорьевич Шах, старший механик Василий Кириллович Негода, передовые свёкловоды совхоза бригадиры Зара Абдулвагабовна Гаджиева, Пётр Иванович Зотов, Антонина Самуиловна Нобель, Ихлас Кардашевич Токаев, звеньевые Тажудин Ильясович Аджиев, Гаджимагомед Казиевич Камбулатов, Нузула Хачьяевна Курджиева, Анастасия Филипповна Николаева, Хапиз Исаевич Чупанов и Гульминиса Халиулевна Шеримбаева. 
В последующие годы его отделение продолжало собирать высокие урожаи корнеплодов.
Умер 6 мая 1952 года и похоронен в с. Мерке Джамбульская область.
31 мая 1993 решением МВД КБР посмертно реабилитирован.

## Награды
- Золотая медаль «Серп и Молот»(08.05.1948)
- Орден Ленина(08.05.1948)
- Медаль «За доблестный труд в Великой Отечественной войне 1941—1945 гг.»
- медалями ВДНХ СССР:

## Память
- На могиле установлен надгробный памятник.